# Bosas
Bosas ist ein litauischer männlicher Familienname.

## Weibliche Formen
- Bosaitė (ledig)
- Bosienė (verheiratet)

## Namensträger
- Antanas Bosas (* 1955), Unternehmer und Politiker
- Arnoldas Bosas (* 1990),  Eishockeyspieler